# Dong-myeon, Hwasun-gun
Dong-myeon (koreanska: 동면) är en socken i kommunen Hwasun-gun i provinsen Södra Jeolla i den södra delen av Sydkorea, 280 km söder om huvudstaden Seoul.